# Кузьмин, Эдуард Леонидович
Эдуа́рд Леони́дович Кузьми́н (род. 8 мая 1941) — российский дипломат. Чрезвычайный и полномочный посол (1995).

## Биография
Окончил Московский государственный университет им. М. В. Ломоносова (1963) и Курсы усовершенствования руководящих дипломатических работников при Дипломатической академии МИД СССР (1991). На дипломатической работе с 1963 года. Кандидат юридических наук (1966). Владеет английским языком.
- В 1966—1990 годах — сотрудник аппарата Президиума Верховного Совета СССР.
- В 1990—1991 годах — слушатель курсов руководящих работников МИД СССР.
- С 19 февраля 1991 по 28 февраля 1995 года — чрезвычайный и полномочный посол СССР, затем Российской Федерации в Уганде[1][2].
- В 1995 году — посол по особым поручениям МИД Российской Федерации.
- С 1995—1996 годах — доцент кафедры международного права Дипломатической академии МИД России, одновременно профессор Международного университета в Москве.
- В 1996—1997 годах — начальник Управления межпарламентских связей Государственной Думы Федерального Собрания Российской Федерации.
- В 1997—1999 годах — директор Департамента по связям с субъектами Федерации, парламентом и общественно-политическими организациями МИД Российской Федерации.
- С 18 ноября 1997 по 29 марта 1999 года — член Коллегии МИД Российской Федерации[3][4].
- С 2 марта 1999 по 17 февраля 2004 года — чрезвычайный и полномочный посол Российской Федерации в Хорватии[5][6].
- В 2004—2012 годах — профессор Московского государственного юридического университета им. О. Е. Кутафина.

## Семья
Женат, имеет дочь.

## Дипломатический ранг
- Чрезвычайный и полномочный посол (21 сентября 1995)[7].

## Квалификационный разряд
- Действительный государственный советник Российской Федерации 2 класса (26 апреля 1997)[8].

## Награды
- Орден Дружбы народов.
- Медаль «За трудовую доблесть».
- Медаль «В ознаменование 100-летия со дня рождения Владимира Ильича Ленина».
- Медаль «В память 850-летия Москвы».
- Орден князя Трпимира (2003, Хорватия)[9].
- Медаль «40-я годовщина освобождения Чехословакии Советской Армией» (Чехословакия).
- Бронзовая медаль ВДНХ СССР.
- Почётная грамота Совета Федерации Федерального Собрания России.
- Почётная грамота МИД России.
- Почётная грамота Министерства культуры России.
- Памятный знак «200-летие МИД России».